# Ван Хевел, Жюль
Жюль Ван Хевел (нидерл. Jules Vanhevel; 10 марта 1895, коммуна Кукеларе, провинция  Западная Фландрия, Бельгия — 21 июля 1969, Остенде, Бельгия) — бельгийский профессиональный шоссейный и трековый велогонщик в 1919-1932 годах. Двукратный чемпион Бельгии в групповой гонке (1920, 1921).  Победитель велогонок: Чемпионат Фландрии (1919, 1920), Тур Фландрии (1920), Париж — Рубе (1924), Тур Бельгии (1928).

## Достижения

### Шоссе
1919
1-й Чемпионат Фландрии
2-й De Drie Zustersteden
3-й Тур Фландрии
3-й Тур Бельгии — Генеральная классификация
1920
1-й  Чемпион Бельгии — Групповая гонка
1-й Чемпионат Фландрии
1-й — Этап 1 Тур Бельгии
1-й Тур Фландрии
1921
1-й  Чемпион Бельгии — Групповая гонка
3-й Тур Бельгии — Генеральная классификация
1-й — Этап 2
2-й Тур Фландрии
1923
1-й Critérium des As
1-й De Drie Zustersteden
2-й Схал Селс
1924
1-й Париж — Рубе
1-й Critérium des As
1-й Circuit de Paris
1925
3-й Париж — Рубе
3-й Giro della Provincia Milano
1927
2-й Тур Кёльна
1928
1-й  Тур Бельгии — Генеральная классификация
1-й — Этап 1

### Трек
1923
1-й Шесть дней Брюсселя
1925
1-й Шесть дней Гента
1926
1-й Шесть дней Гента